# Fledermaus-Polka
Die Fledermaus-Polka ist eine Polka von Johann Strauss Sohn (op. 362). Das Werk wurde am 10. Februar 1874 im Sofienbad-Saal in Wien erstmals aufgeführt. 

## Einzelnachweis
1. ↑  Quelle: Englische Version des Booklets (Seite 14) in der 52 CDs umfassenden Gesamtausgabe der Orchesterwerke von Johann Strauß (Sohn), Hrsg. Naxos (Label). Das Werk ist als zehnter Titel auf der 1. CD zu hören.